# Абашин Владислав Володимирович
Владисла́в Володи́мирович Аба́шин (рос. Владислав Владимирович Абашин; народився 28 червня 1975 року в Рязані, Росія) — російський актор театру й кіно.

## Біографія
Закінчив Рязанське СПТУ № 11, здобув спеціальність слюсаря-ремонтника четвертого розряду. 2006 року закінчив акторську групу режисерського факультету Російської академії театрального мистецтва (майстерня Олега Кудряшова).
Актор Театру «Майстерня Олега Кудряшова». Співпрацює з Театром Націй.

## Основні ролі в кіно
1. 2004 — Особистий номер — журналіст у прес-центрі
2. 2004 — Штрафбат — поранений у шпиталі
3. 2007 — Право на щастя — Бродяга
4. 2008 — Нова Земля — Аржанов
5. 2009 — Блудні діти — Тарас Морозов
6. 2010 — Зворотній рух — Анатолій
7. 2011 — Жила-була одна баба
8. 2013 — Темний світ: Рівновага — піпл
9. 2015 — Територія — Апрятін Жора
10. 2019 — Завод[en] — Антон (Туман)
11. 2019 —  Охоронець —  Стас